# 圣基茨和尼维斯国徽
聖基茨和尼維斯國徽為盾徽，分上下兩部。上部有代表英國的玫瑰、加勒比人的頭像和代表法國的百合花飾。下部被紅色帶子以山形分割，左上、右上角繪有鳳凰木的紅色花朵，下方為帆船。上有頭盔，花環上有兩隻持火炬的手。盾的兩側由分別持甘蔗和椰子樹的鵜鶘守護。綬帶上寫著國家格言：「國家高於個人」。